# Salvador Sánchez Colín
Salvador Sánchez Colín (Atlacomulco, México. 14 de mayo de 1912 - México, D. F., 14 de mayo de 2002) fue un ingeniero agrónomo y político mexicano, miembro del Partido Revolucionario Institucional, que se desempeñó en numerosos cargos públicos, y además fue gobernador del Estado de México de 1951 a 1957.
Salvador Sánchez Colín vivió en su pueblo natal hasta los 7 años, partió luego junto con su hermano a la Ciudad de México, quienes vivieron al amparo de un tío. Cursó ahí la primaria hasta que se vio en la necesidad de ayudar en la economía familiar, trabajando en una imprenta. Terminó sus estudios de primaria para luego ingresar a la secundaria, pero continuó trabajando en las actividades del campo.
En 1930 ingresó a la Escuela Nacional de Agricultura, de donde se graduó como Ingeniero Agrónomo. En 1939 se desempeñó por un tiempo como Jefe de Enseñanza Agrícola y profesor de Matemáticas y Botánica en el Instituto Técnico Industrial de Tijuana, B.C., también en 1942 trabajó como Inspector Técnico en Fruticultura en el Banco Nacional de Crédito Agrícola. Realizó estudios de especialización en las regiones productoras de cítricos de Florida, Texas, Arizona y California en los Estados Unidos. De regreso a México, fue nombrado jefe de la Sección de Fruticultura.
En 1946 se le designó director general de Agricultura de la Secretaría de Agricultura y Fomento. En 1950 fue elegido Diputado local del Congreso del Estado de México para la XXXVIII Legislatura, por el distrito de Texcoco. Al siguiente año fue elegido como Gobernador constitucional del Estado de México. Al concluir su sexenio al frente del Gobierno estatal, buscó ser candidato de su partido a la Presidencia de la República, sin embargo no lo consiguió. Para 1969 fundó la Sociedad Mexicana de Fruticultura (SOMEXFRUT), ocupando el cargo de Presidente, de 1970 a 1977, fungió como director general de la Comisión Nacional de Fruticultura (CONAFRUT) y fue Presidente del Consejo del Desarrollo Agrícola y Ganadero del Estado de México. En 1976 ocupó el cargo de Coordinador General de la Comisión Coordinadora para el Desarrollo Agrícola y Ganadero del estado de México, falleció el 14 de mayo de 2002, sus restos descansan en la Rotonda de Personajes Ilustres del Estado de México, fue y sigue siendo considerado como un miembro del denominado Grupo Atlacomulco.